# Ліски (Миколаїв)

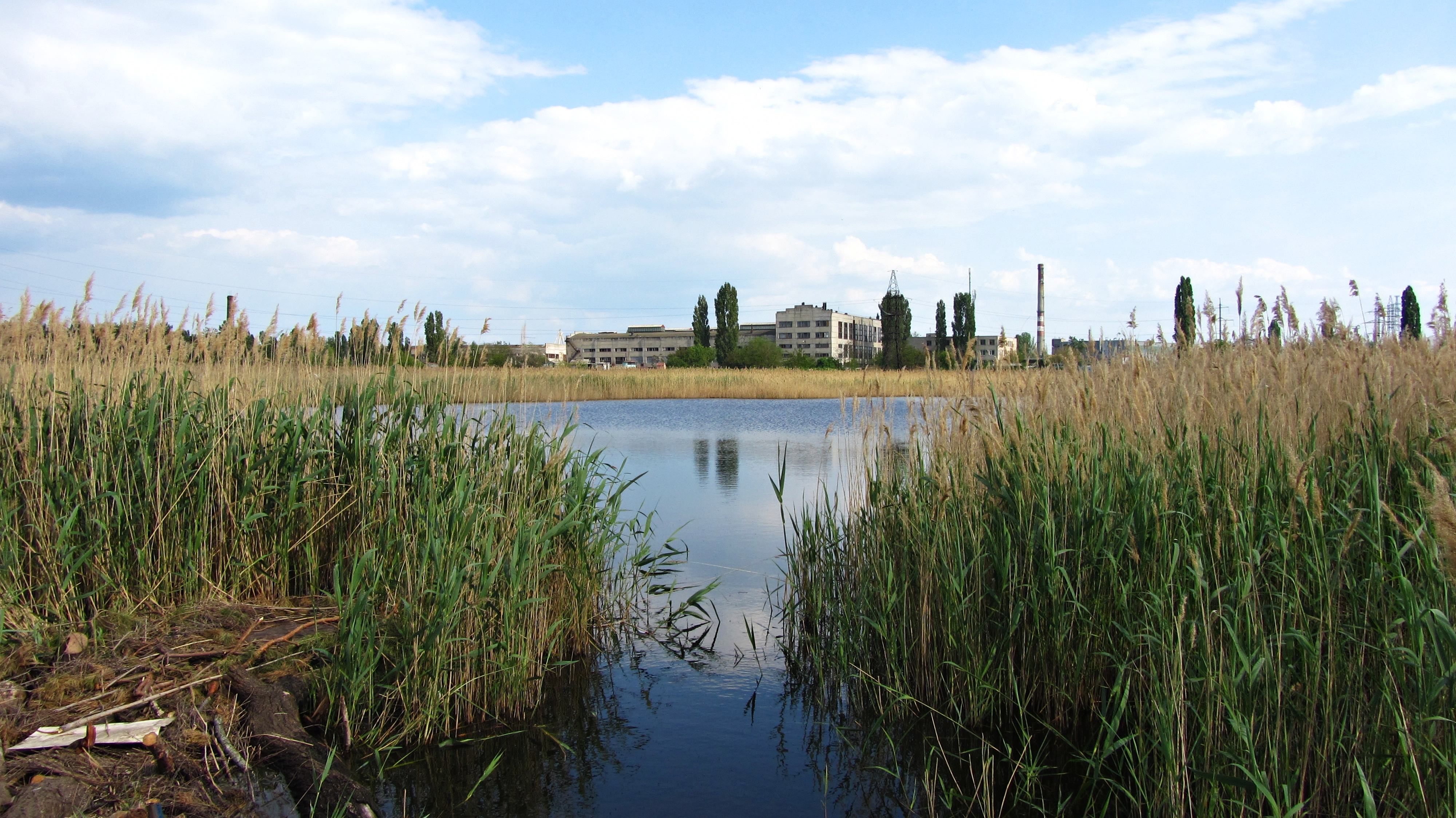
Парк «Ліски»

Ліски — місцевість міста Миколаїв у його Заводському районі.
Знаходиться у західній частині міста на лівобережжі Бугу. Межує з мікрорайонами Намив та Абісинія. Ліски є спальним районом.

## Назва
Свою назву мікрорайон отримав на честь однойменного парку.
Назва мікрорайону Ліски з’явилася завдяки Фалєєву за часів заснування міста: на місці теперішнього житлового масиву була велика кількість урочищ.

## Історія
На початку ХХ сторіччя в цій місцевості панували відкриті піски та саги — невеликі озерця або болітця, оточені березово-осиковими гайками. Траплялись солонці, солончаки і навіть солеродні озера.

## Культура
У місцевості окрім парку є кілька шкіл (Школа № 18, Школа №17, Школа №52, Школа-Інтернат №7, Гімназія №6), спорткомплекс «Надія».

## Основні вулиці місцевості
- Вулиця Генарала Карпенко
- Вулиця Крилова
- Вулиця Біла
- Вулиця Дачна
- Вулиця Курортна
- Вулиця Леваневців
- Вулиця Київська
- Вулиця Індустріальна
- Вулиця Світла